# Jerrie Cobb

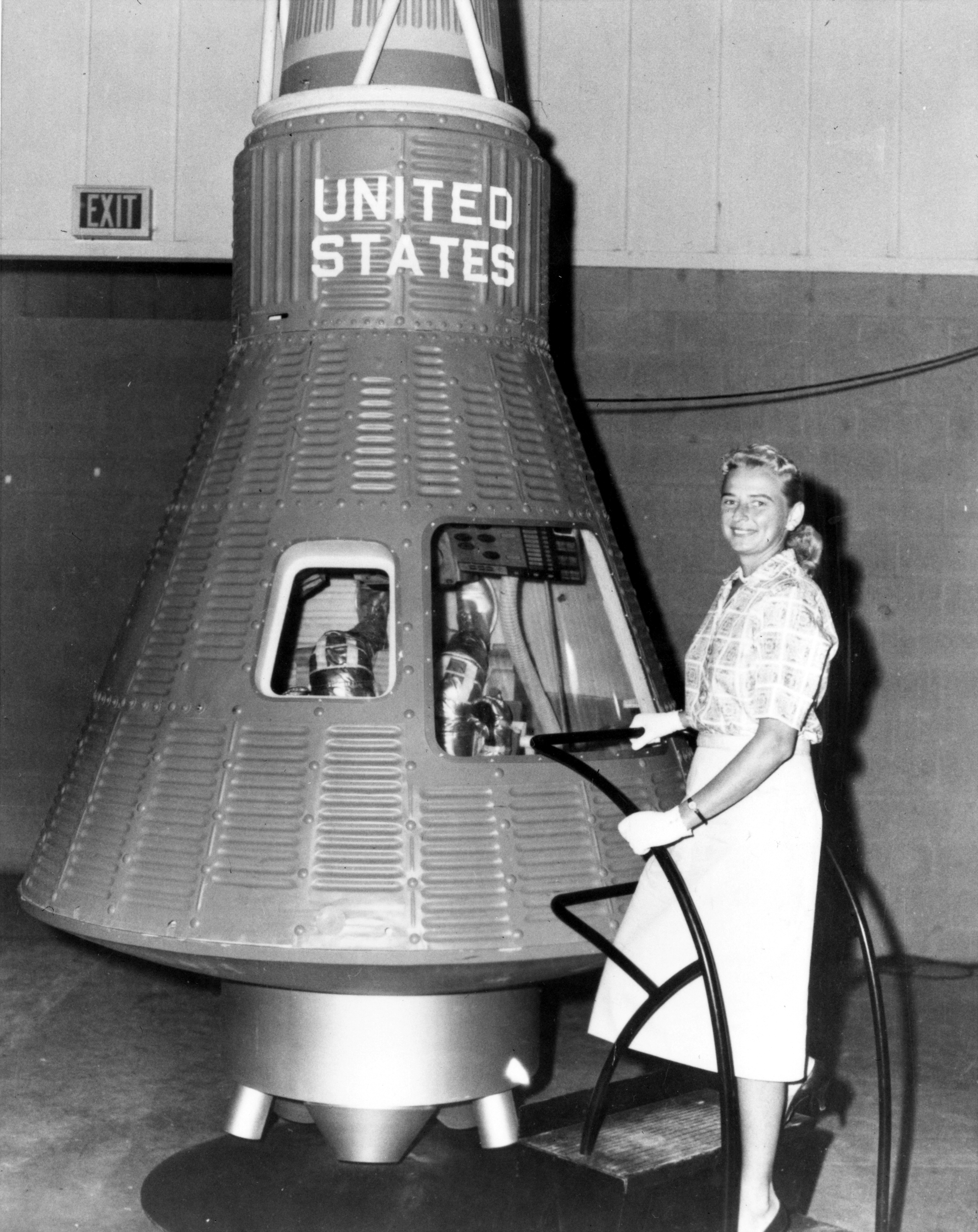
Jerrie Cobb neben einer Raumschiffkapsel des Mercury-Programms

Geraldyn „Jerrie“ M. Cobb  (* 5. März 1931 in Norman, Oklahoma; † 18. März 2019 in Sun City Center, Florida) war eine US-amerikanische Pilotin. Sie war außerdem Mitglied der Mercury 13, einer Gruppe von Frauen, die im Rahmen eines privat finanzierten Nicht-NASA-Programms ausgewählt wurden, dieselben medizinischen und psychologischen Tests zu durchlaufen wie die Mercury-Seven-Astronauten. Die Testergebnisse der Mercury 13 sollten zeigen, dass Frauen dieselbe Eignung für das Astronautenprogramm vorweisen konnten wie Männer. Cobb nutzte ihre guten Testergebnisse und ihre Popularität, um in den 1960er Jahren für die Zulassung von Frauen als Astronautinnen bei der NASA zu kämpfen, damals jedoch ohne Erfolg. Erst 1978 änderte die NASA die Anforderungen an Astronauten, so dass auch Frauen eine Chance bei einer Bewerbung hatten.

## Jugend
Jerrie Cobb war die Tochter von Lt. Col. William Harvey Cobb und Helena Butler Stone Cobb. Während ihrer Kindheit in Oklahoma begann Cobb durch die Ermutigung ihres Vaters früh mit der Fliegerei. Cobb flog im Alter von zwölf Jahren zum ersten Mal in einem Flugzeug, im Waco-Doppeldecker ihres Vaters von 1936 mit offenem Cockpit. Im Alter von 17 Jahren, als sie noch Schülerin an der Oklahoma City Classen High School war, hatte Cobb bereits ihre Privatpilotenlizenz erworben. Ihre Lizenz als Berufspilotin erhielt sie ein Jahr später. Cobb erwarb zudem einige Zeit später eine Pilotenlizenz für mehrmotorige Flugzeuge, die Instrumentenflugberechtigung, die Fluglehrberechtigung, die Berechtigung als Ground Instructor und die Lizenz für Verkehrspiloten.
Nach dem Highschool-Abschluss spielte Cobb für ein Jahr Softball, zunächst in der Frauenmannschaft Oklahoma City’s Perfecut Manufacturing, dann bei den Oklahoma City Downtown Chevrolet Sooner Queens. Mit der finanziellen Unterstützung der Sooner Queens war sie in der Lage, eine ausgemusterte Fairchild PT-23 aus dem Zweiten Weltkrieg zu kaufen. 1948 besuchte Cobb das Oklahoma College for Women, brach das Studium aber mit dem Einverständnis ihrer Eltern nach einem Jahr ab.

## Karriere als Pilotin und Rekordhalterin
Nach dem Zweiten Weltkrieg sahen sich Pilotinnen mit sexueller Diskriminierung und der Rückkehr vieler qualifizierter männlicher Piloten konfrontiert, und sie mussten weniger attraktive Jobs annehmen, wie etwa Agrarflug oder das Abfliegen von Pipelines. So hatte Cobb trotz guter Qualifikationen Schwierigkeiten, einen guten Job als Pilotin zu finden. Ihr Durchbruch kam, als Jack Ford, Präsident von Fleetway Inc., sie einstellte, um Flugzeuge nach Südamerika auszuliefern. Cobb lieferte für Fleetway Flugzeuge weltweit aus.
Im Jahr 1959 wurde Cobb mit 28 Jahren Pilotin und Managerin für die Aero Design and Engineering Company, Oklahoma City, einen der größten Flugzeughersteller in den Vereinigten Staaten. Cobb war damals eine von wenigen weiblichen Führungskräften in der Luftfahrt. Die Aero Design and Engineering Company unterstützte Cobb bei ihren Rekordversuchen und stellte auch das Aero-Commander-Flugzeug, das Cobb für ihren Höhenweltrekord nutzte.
Noch in ihren 20ern stellte Cobb neue Weltrekorde für Geschwindigkeit, Distanz und absolute Höhe auf. Bis 1960 hatte sie 7.000 Flugstunden gesammelt und hielt drei Flugweltrekorde: Den Weltrekord für Nonstop-Fernflüge von 1959, den Geschwindigkeitsweltrekord von 1959 für Leichtflugzeuge und einen Höhenweltrekord für Leichtflugzeuge von 37.010 Fuß von 1960. Sie war die erste Frau, die auf der Pariser Luftfahrtschau flog, der größten Luftfahrtausstellung der Welt. Ferner wurde sie 1959 von der Women’s National Aeronautical Association zur Woman of the Year in Aviation ernannt sowie von der National Pilots Association zum Piloten des Jahres. Außerdem wurde ihr die Amelia-Earhart-Verdienstgoldmedaille verliehen. Das Life Magazine führte sie als eine von neun Frauen unter den „100 wichtigsten jungen Leuten in den Vereinigten Staaten“. Cobb hat zahlreiche Ehrungen in der Luftfahrt erhalten, einschließlich des Gold Wings Award der FAI.

## Mercury 13

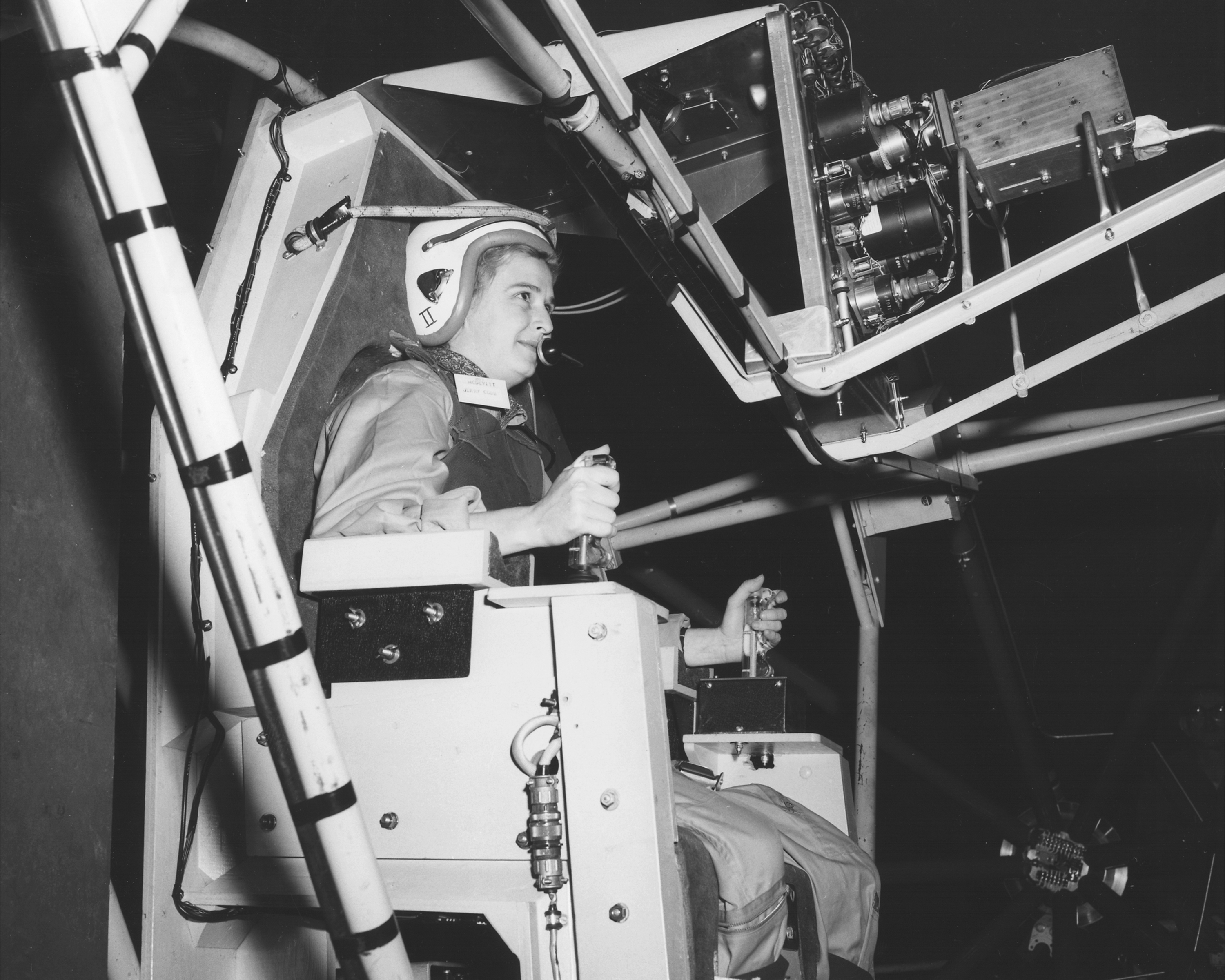
Jerrie Cobb beim Betrieb der Multi-Axis Space Test Inertia Facility (MASTIF) im Lewis Research Center in Ohio. Dieser Test simulierte, wie man ein sich drehendes Raumschiff unter Kontrolle bringt, und war einer von vielen, die die Frauen der Mercury 13 durchliefen, um sich für den Raumflug zu qualifizieren.

Jerrie Cobb durchlief 1960 medizinische und psychologische Tests, die benutzt wurden, um die ersten sieben Astronauten des Mercury-Programms auszuwählen. Randy Lovelace, der an der Entwicklung der Tests für die männlichen Astronauten des Mercury-Programms beteiligt war, hatte Cobb eingeladen, sich denselben Tests zu unterziehen. Neben Cobb wurden noch 24 weitere Pilotinnen auf gleiche Weise medizinisch getestet, von denen neben Cobb 12 weitere Frauen die Tests bestanden. Diese Frauen wurden später unter dem Namen Mercury 13 bekannt. Die Tests waren kein offizielles NASA-Programm, sondern wurden aufgrund der Initiative von Randy Lovelace in seiner privaten Klinik mit der finanziellen Unterstützung der Unternehmerin und Pilotin Jackie Cochrane durchgeführt. Cobb bestand alle Tests und war damit unter den Top 2 % aller Astronautenkandidaten beiden Geschlechts.
Als die Testergebnisse bekannt wurden, nutzte Cobb die Medienaufmerksamkeit, um für die Zulassung von Frauen für das Astronautenprogramm zu werben. Zu der Zeit gehörten zu den NASA-Anforderungen für den Zugang zum Astronautenprogramm, dass die Bewerber Militärtestpiloten sein sollten, Erfahrungen in Hochgeschwindigkeitsmilitärtestflügen sowie einen Abschluss als Ingenieure haben sollten. Im Notfall sollten die Astronauten in der Lage sein, als Piloten die Steuerung übernehmen zu können. Damit waren Frauen de facto vom Astronautenprogramm ausgeschlossen, denn es gab in den 1960er Jahren zwar eine Vielzahl gut qualifizierter Pilotinnen, aber Frauen durften zu der Zeit nicht als Militärtestpiloten arbeiten und keine Düsenjäger fliegen.
Als das Testprogramm für die Mercury 13 gestoppt wurde, weil die amerikanische Marine ihre Testlabore nicht für Tests für Astronautinnen zur Verfügung stellen wollte, begann Cobb eine politische Kampagne, um für die Zulassung von Frauen für das Astronautenprogramm zu werben. Unter anderem suchte sie gemeinsam mit Janey Hart, einer der Mercury 13, das Gespräch mit Vizepräsident Lyndon Johnson, jedoch ohne ihn überzeugen zu können. Die Assistentin des Vizepräsidenten Lyndon Johnson, Liz Carpenter, entwarf sogar einen Brief an NASA-Administrator James Webb, in dem die Anforderungen für Astronauten hinterfragt werden sollten. Der Vizepräsident schickte diesen aber nicht ab. Stattdessen schrieb er quer darüber „Let’s stop this now!“ (dt. „Lasst uns das jetzt stoppen!“)
Cobb und Hart erreichten, dass 1962 eine Anhörung des Kongresses organisiert wurde, dem Special Subcommittee on the Selection of Astronauts, um zu prüfen, ob Frauen im Astronautenprogramm diskriminiert wurden. Cobbs Argumente konnten das Komitee nicht überzeugen, wobei Cobbs Standpunkt in den frühen 1960er Jahren (vor der Frauenbewegung) auf ein gesellschaftliches Klima stieß, in dem Frauen primär als Hausfrau und Mutter gesehen wurden. So sagte Astronaut John Glenn bei der Anhörung, dass „Männer hingehen und Kriege ausfechten und die Flugzeuge fliegen“ und dass „Frauen nicht in diesem Feld vertreten sind, ist eine Tatsache der sozialen Ordnung“.
Nur einige Monate später schickte die Sowjetunion mit Walentina Tereschkowa die erste Frau ins Weltall. Tereschkowa machte sich über Cobb wegen ihrer religiösen Ansichten lustig, lobte aber gleichzeitig ihren Mut.
In den 1970er Jahren hatte sich das gesellschaftliche Klima so weit verändert, dass ausschließlich weiße und männliche Astronautencrews, die sich nur aus dem Militär rekrutierten, nicht mehr von der Gesellschaft akzeptiert wurden. Die NASA stand wegen ihrer einseitigen Einstellungspolitik in der Kritik, so dass sie 1978 ihre Regularien für das Astronautenprogramm änderte und außerdem gezielt mit einer Werbekampagne Frauen und Angehörige aus nicht-weißen ethnischen Gruppen ermutigte, sich zu bewerben. Die erste US-amerikanische Frau im Weltall war die Astrophysikerin Sally Ride 1983 (als Mission Specialist), die erste US-amerikanische Pilotin im Weltall war Lt. Col. Eileen Collins. Als Eileen Collins 1999 ins All startete, wurden viele Pionierinnen der Luftfahrt als Ehrung für ihre Leistungen von der NASA eingeladen, einschließlich der Mercury 13.
1999 führte die National Organization for Women in den USA eine erfolglose Kampagne durch, um Cobb ins Weltall zu schicken, um die Auswirkungen der Alterung zu erforschen, so wie der 77 Jahre alte Astronaut John Glenn dafür ins All geschickt wurde.

## Späteres Leben als Missionarin
Nachdem sich die Aussichten auf eine Teilnahme an einem Astronautenprogramm zerschlagen hatten, begann Cobb in den 1960er Jahren eine zweite Karriere. Mehr als 30 Jahre arbeitete sie in der Mission in Südamerika, wo sie humanitäre Flüge absolvierte, z. B. um Vorräte zu eingeborenen Stämmen zu transportieren und neue Flugrouten in entlegene Gebiete zu vermessen. Cobb wurde von den brasilianischen, kolumbianischen, ecuadorianischen, französischen und peruanischen Regierungen für ihre Arbeit geehrt. Ferner erhielt sie folgende Ehrungen für ihre humanitäre Arbeit:
- 1973 Harmon International Trophy für „The Worlds Best Woman Pilot“ durch Präsident Richard Nixon während einer Zeremonie im Weißen Haus[22]
- Pioneer Woman Award für ihren „courageous frontier spirit“, als sie über den Amazonasdschungel flog, um Indianerstämme zu unterstützen
- 1979 Bishop Wright Air Industry Award für ihre „humanitären Beiträge zur modernen Luftfahrt“
- 2000 „Women in Aviation International Pioneer Hall of Fame“[23]

1981 wurde sie für den Friedensnobelpreis für ihre humanitäre Arbeit nominiert. 2007 erhielt sie, zusammen mit den anderen sieben noch lebenden Mitgliedern der „Mercury 13“, die Ehrendoktorwürde in Naturwissenschaften von der University of Wisconsin–Oshkosh.